# Zdeněk Juračka (hudebník)

Zdeněk Juračka (19. května 1947 Praha – 3. července 2017 Praha) , byl český rockový kytarista, prošel od 60. do 90. let řadou kapel, které měly zásadní vliv na vývoj české rockové scény. 
Začátky jeho hudební dráhy jsou spjaty se skupinou Donald, která interpretovala skladby legendárních Rolling Stones. Následně se stal členem kapely George and Beatovens, která doprovázela Petra Nováka. Toto období bylo pro Juračku klíčové, protože se začal etablovat jako uznávaný kytarista.
Další krok v jeho kariéře představovala skupina Rebels, s níž začal koncertovat i v zahraničí. S Jiřím Kornem jako frontmanem trio nabízelo fanouškům repertoár inspirovaný hudbou skupiny Cream Erica Claptona. Během normalizační éry, která nebyla příznivá pro tvrdší rockovou hudbu, Juračka působil v doprovodných kapelách známých českých zpěváků, včetně Evy Pilarové.
V 80. letech se Zdeněk Juračka připojil k Janě Kratochvílové a její kapele, která však ukončila činnost v důsledku zpěvaččiny emigrace. Následně byl u založení skupiny Tango, jedné z nejpopulárnějších kapel v Československu toho času. Po odchodu z Tanga se Juračka stal členem kapely Žlutý pes, kde spolupracoval s Ondřejem Hejmou a přispěl k několika nejznámějším hitům kapely. Zdeněk Juračka si také zahrál v klipu ke kultovnímu hitu "Sametová".